# かつらぎ町立妙寺中学校
かつらぎ町立妙寺中学校（かつらぎちょうりつみょうじちゅうがっこう）は、和歌山県伊都郡かつらぎ町にある町立の中学校。

## 沿革
- 1947年（昭和22年）4月1日 - 大谷村立大谷中学校が発足。
- 1947年（昭和22年）5月3日 - 妙寺町立妙寺中学校が発足。
- 1950年（昭和25年） - 新校舎が完成。それに伴い、大谷・妙寺両中学校生徒入校。
- 1951年（昭和26年） - 妙寺町、大谷村学校組合立妙寺中学校開校。
- 1955年（昭和30年） - 妙寺町、伊都町学校組合立妙寺中学校と改称。
- 1956年（昭和31年） - 見好中学校より1・2年生73名転入。
- 1958年（昭和33年） - かつらぎ町立妙寺中学校と改称。
- 1981年（昭和56年） - 新校舎改築竣工、総工費7億2000万円。

## 教育目標
夢や希望を語り、その実現にむかって努力する生徒の育成
1. 主体的に学び・考え努力する生徒
2. やさしく、思いやりのある生徒
3. 健康で明るく、健気に生きる生徒

## 所在地
和歌山県伊都郡かつらぎ町大字妙寺581番地

## 通学区域が隣接している学校
- かつらぎ町立笠田中学校
- 九度山町立九度山中学校
- 橋本市立高野口中学校
- （大阪府）河内長野市立西中学校